# Ouro Fino do Mato Dentro
Ouro Fino do Mato Dentro é um distrito do município brasileiro de Conceição do Mato Dentro, no interior do estado de Minas Gerais. Segundo o censo demográfico de 2022, realizado pelo Instituto Brasileiro de Geografia e Estatística (IBGE), sua população era de 556 habitantes e havia 192 domicílios particulares permanentes ocupados. Possui área de 72,91 km² conforme a Fundação João Pinheiro (FJP). Foi criado pela lei nº 1.742 de 30 de setembro de 2003.
De acordo com o IBGE, em 2010 a população era de 480 habitantes e havia 216 domicílios particulares.